# Alan C. Newell
Alan C. Newell (Dublín, 5 de noviembre de 1941) es un matemático americano-irlandés, rector en la Universidad de Arizona. Obtuvo una Beca Guggenheim en 1976 y el premio John von Neumann en 2004. Entre los años 1988 y 1989 fue científico Sénior de la Fundación Humboldt y en 2009 lo eligieron como socio académico para la Sociedad de Matemáticas Aplicadas e Industriales.

## Trayectoria profesional
Desde 1971 hasta 1979, dirigió el Departamento de Matemáticas e Informática en la Universidad de Clarkson. Después, desde el 1981 hasta 1985 dirigió el Programa de Matemáticas Aplicadas de la Universidad de Arizona. Asimismo, los once años siguientes, rigió el Departamento de Matemáticas en la misma universidad. Finalmente, hasta 2000 estuvo liderando el Departamento de Matemáticas en la Universidad de Warwick. 
Al mismo tiempo, durante ese tiempo, estuvo activo en la enseñanza (desde estudios de pregrado hasta estudios de postgrado) y en la investigación (publicaciones, financiación externa, conferencias) y un registro de becas. 
Alan C. Newell ha contribuido a temas diversos en física y matemáticas aplicadas:
- Formación de patrón:

Desarrolló, junto a sus compañeros (Whitehead, Cross, Passot, Ercolani) curvas y ecuaciones de modulación que describen los comportamientos de parámetros de orden de un patrón. 
1. Investigó soluciones débiles de la ecuación de difusión regularizada, en dos y tres dimensiones y una categorización del punto canónico y defectos de línea.
2. Demostró qué, empezando tan sólo con simetrías traslacionales y rotacionales, el patrón que forma los sistemas puede, bajo tensiones externas, experimentar una fase de transformación de objetos analógicos a quarks y leptones que comparten las características principales de los objetos que surgen en el Modelo Estándar.
3. Una serie de artículos sobre patrones de plantas qué demuestren cuántos rasgos de filotaxia se pueden obtener de modelos mecánicos que impliquen agentes bioquímicos como las auxinas, fuerzas mecánicas que produzcan patrones semejantes y proporcionar un contrato a las aproximaciones algorítmicas de Douady y Couder.

- Curvas no lineales y soluciones

Fue uno de los primeros (junto a Benney) en derivar la ecuación no lineal Schrödinger como la ecuación universal f o la curva dispersiva no lineal. También hizo contribuciones con otros académicos (Ablowitz, Kaup, Segur, Flaschka, Ratiu) a sistemas integrables o casi integrables y deformaciones isomondrómicas. Utilizando la transparencia autoinducida de pulsos ópticos en medios de comunicación heterogéneos, ha investigado la dependencia de la localización de Anderson en forma y amplitud. 
- Óptica

También desarrolló con sus compañeros (Aceves, McLaughlin, Moloney, Lega, L'vov, Wright) resultados útiles en relación con las leyes de Snell, biestabilidad y retroalimentación óptica, formación de patrones en láseres de ancha abertura, daño ocular debido a láseres, y láseres semiconductores. Con L'vov, investigó la función del flujo finito (en vez del Fermi-Dirac), equilibando una ecuación fermiónica cuántica y cinética. Además, siendo miembro del AFOSR (Air Force Office of Scientific Research) desarrolló junto a Glasner, Koselik y Moloney, la ecuación canónica para una población de pulso corto.
- Turbulencia ondulatoria

Desarrolló (con Benney) una derivación consistente del cierre de la turbulencia ondulatoria basándose en suposiciones estadísticas a priori. Con Dyachenko, Pushkarev y Zakharov, escribió un artículo donde introdujo la idea del ciclo de intermitencia. También desarrolló (con Nazarenko, Biven, Connaughton) condiciones en los rangos de validez del número de ondas del espectro Kolmogorov-Zakharov (KZ) con el fin de que se mantenga el cierre de la turbulencia. Publicó otro artículo con Galtier, Nazarenko y Pouquet, sobre la turbulencia débil magnetohidrodinámica y descubrió la anomalía de capacidad finita, abordada después para un estudio sobre interacciones entre tres. Con Rumpf y Zakharov, se resolvió el problema de MMT, en el que un sistema débilmente no lineal se relaja a un estado dominado por estructuras radiantes, en vez de a un estado de turbulencia dominado por ondas. 
- Plasmas y fluidos

Obtuvo resultados útiles en relación con el uso de propiedades del plasma no lineal para mejorar la comunicación con vehículos espaciales, investigó maneras novedosas para mejorar la reducción de la resistencia y las características de vuelo de los vehículos hipersónicos. 
- Estructuras coherentes

Con Benno Rumpf, desarrolló una explicación para la aparición de estructuras robustas y grandes. en sistemas no integrables, inestables y restringidas. Sugirió el desarrollo de un teorema H para sistemas no aislados cuyas estructuras coherentes permitan que los sistemas altamente no lineales alcancen un estados estable. 